# يو إف سي ليلة القتال: كاب ضد ألمباييف
يو إف سي ليلة القتال كاب ضد ألمباييف (بالإنجليزية: UFC Fight Night: Kape vs. Almabayev) (المعروف أيضًا باسم يو إف سي ليلة القتال 253 ويو إف سي فيغاس 103 ويو إف سي على إي إس بي إن+ 111) هو حدث لفنون القتال المختلطة نظّمته يو إف سي، وأُقيم في 1 مارس 2025، على يو إف سي أبيكس في إنتربرايز، نيفادا، وهي جزء من منطقة لاس فيغاس الحضرية، الولايات المتحدة.